# 불꺼진 창
〈불꺼진 창〉은 대한민국의 가수 조영남의 노래이다. 1973년 조영남 3집 《불꺼진 창》에 실린 노래이다. 이후 걸스데이가 리메이크한 버전을 부르기도 하였다.